# Poker sportowy
Poker sportowy (poker porównawczy, ang. duplicate poker, match poker) – logiczna gra karciana, sportowa odmiana Poker Texas Hold’em. Koncepcja gry została zapożyczona z rozgrywek w brydża sportowego. Zawody w pokera porównawczego pozwalają ocenić umiejętności zawodników z pominięciem czynnika losowego.

## Historia pokera sportowego
Poker sportowy to nowa, zdobywająca szybką popularność dyscyplina sportu. Jego koncepcja oraz zasady zostały opracowane przez Międzynarodową Federację Pokera (ang. International Federation of Poker), aby wyeliminować element losowości występujący w tradycyjnych odmianach pokera. Upewniono się tym samym, że jest to gra opierająca się na umiejętnościach graczy i spełniająca zaakceptowaną definicję sportu.
W każdej dyscyplinie sportu występuje element szczęścia, np. nieprzewidywalne odbicie piłki. Według definicji sportu organizacji zrzeszającej międzynarodowe federacje sportowe – SportAccord – szczęście nie powinno być decydującym elementem przeważającym umiejętności.
Esencją gry i tym, co pomogło tradycyjnemu pokerowi stać się globalnym fenomenem jest nieodłączny element szczęścia w przypadkowym rozdaniu kart. W odróżnieniu od tradycyjnego pokera, opracowany przez IFP Poker sportowy kwalifikuje się jako dyscyplina sportu umysłowego.
Organizacje zrzeszone w Międzynarodowej Federacji Pokera (IFP) prezentują władzom państwowym i sportowym na całym świecie nowy format sportu, gdzie element szczęścia został wyeliminowany. Reakcje na nową odmianę pokera są zdecydowanie pozytywne, ponieważ władze wielu państw zaakceptowały poker sportowy jako „grę niehazardową”. W wyniku kampanii informacyjnej IFP na temat pokera sportowego turnieje pokerowe nie są już ograniczone do środowisk gier kasynowych na licencji i mogą być organizowane w dowolnym miejscu.
Pierwsze Mistrzostwa Świata odbyły się w słynnym London Eye w 2013 roku. Dziś ponad 50 krajów członkowskich IFP używa tego formatu pokera na wszystkich międzynarodowych zawodach drużynowych.
Pierwszy turniej w formule pokera sportowego rozegrany 5 listopada 2011 r. w Warszawie wygrała drużyna SPGT Warszawa w składzie: Paweł Abramczuk, Mateusz Skowroński, Krzysztof Spaliński i Arkadiusz Olszowy. Najlepszy wynik indywidualny osiągnął Marcin Morgiewicz z drużyny Balbazaury Szczecin.

## Osiągnięcia polskiej reprezentacji w pokera sportowego
27-28 listopada 2010 – Austria vs Polska 133:155 (Wiedeń)
25 marca 2011 – Litwa vs Polska 125:163 (Wilno)
9-10 lipca 2011 – Niemcy vs Polska 116:172 (Berlin)
22 października 2011 – Polska vs Austria 157 : 131 (Warszawa)
16-20 listopada 2011 – podczas odbywających się w Londynie, pierwszych oficjalnych Mistrzostwach Świata w pokera sportowego, Mistrz Polski w pokera sportowego Jakub Wiśnicki zajął 29. miejsce na 130 zawodników z całego świata.
21 stycznia 2012 – Polska vs Niemcy 173:115 (Warszawa)
07-9 grudnia 2012 – podczas odbywających się w Wiedniu, pierwszych oficjalnych kwalifikacjach do Mistrzostw Europy w pokera sportowego, Reprezentacja Polski w pokera sportowego zajęła 4. miejsce i awansowała do finałów.
11-15 kwietnia 2013 r. – I oficjalne Mistrzostwa Europy (ENC – European Nations Cup) Paphos Cypr – 7 miejsce.
11 kwietnia 2015 Polska vs Litwa 98 : 122 (Warszawa)

## Organizacje pokerowe

### Struktura pokera sportowego w Polsce
Związek Pokera Sportowego (ZPS) to jedyny prawny reprezentant dyscypliny pokera sportowego w Polsce. Swoim zasięgiem Związek obejmuje cały kraj. Do głównych zadań ZPS należy:
- popularyzacja pokera porównawczego jako dyscypliny sportu;
- szerzenie wiedzy o grze oraz kultury obyczajów z tym związanych;
- promowanie idei współzawodnictwa;
- tworzenie kadry do meczów i spotkań międzynarodowych.

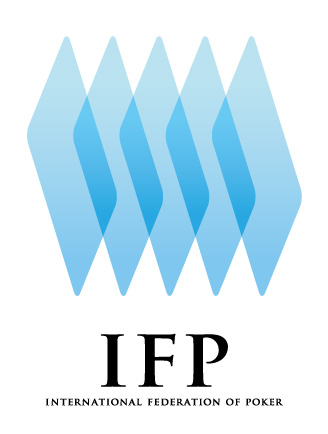
Logo Międzynarodowej Federacji Pokera

Strukturę ZPS tworzą: Stowarzyszenie Polski Związek Pokera Sportowego, Stowarzyszenie Popularnych Gier Towarzyskich „Mariasz”, Stowarzyszenie Polska Federacja Pokera Sportowego oraz grupa zawodowych i amatorskich zawodników z Polski i Europy.
Związek Pokera Sportowego jest członkiem od 2009 roku – jako jedyna organizacja w Polsce – Międzynarodowej Federacji Pokera (IFP).

### Organizacje Międzynarodowe
Międzynarodowa Federacja Pokera to organizacja sportowa powstała w 2009 roku w Lozannie w Szwajcarii, obecnie skupia ponad 50 narodowych federacji pokera z pięciu kontynentów. To oficjalny ośrodek pokera na świecie. Międzynarodowa Federacja Pokera organizuje: Oficjalne Mistrzostwa Świata w Pokerze porównawczym i Mistrzostwa Kontynentów m.in.: ENC – European Nations Cup, ANC – Asia Nations Cup oraz NANC i SANC w obu amerykach. IFP jest członkiem obserwatorem IMSA – International Mind Sport Association oraz organizacji SportAccord podległej MKOl.

## Zasady i sposoby obliczania wyników

### Założenia
W turniejach pokera porównawczego ta sama sekwencja kart jest wykorzystywana na wszystkich stołach. Zawodnicy grają na tych samych miejscach, ale przy różnych stołach, otrzymują takie same karty i tylko od ich umiejętności zależy zarówno sposób poprowadzenia rozgrywki, jak i jej wynik. Pozycja końcowa zawodnika jest określana przez „porównanie” wyniku innych zawodników osiągniętych z takimi samymi kartami – stąd w nazwie dyscypliny pojawia się przymiotnik „porównawczy”.
Zadaniem zawodników jest osiągnięcie najkorzystniejszego wyniku w rozdaniu. W zależności od sytuacji może to oznaczać maksymalizację liczby zdobytych punktów w rozdaniu lub ograniczenie straty punktów. Nad przebiegiem rozgrywek czuwają licencjonowani sędziowie.

#### Eliminacja losowości
W porównaniu z normalną rozgrywką pokerową w pokerze porównawczym nie występują dwa czynniki losowe: otrzymywane karty oraz pozycja zajmowana przy stole. O wyniku rozgrywki decyduje, więc wyłącznie poziom innych zawodników przy danym stole.

#### Sport drużynowy
Mechanika gry w pokera porównawczego najlepiej sprawdza się w turniejach drużynowych. W zawodach takich przy każdym stole obecny jest jeden gracz z każdej drużyny. Ze względów praktycznych najwygodniejsza jest rozgrywka przy stołach sześcioosobowych. W modelu optymalnym zespoły są podzielone na grupy po sześć z sześcioma graczami przy stole. Zaczynając od wielokrotności grup sześcioosobowych tak, aby pozwalać zespołom, przejść do kolejnych etapów aż po sześciodrużynowy finał.

### Przygotowanie talii kart
Przed turniejem, generator liczb losowych generuje wymaganą liczbę układów kart dla całego turnieju. Scenariusze te są przenoszone w zakodowanej formie do maszyny rozdającej, która automatycznie i niezawodnie sortuje talię kart do wymaganej kolejności. Każda kolejność kart (1-150) musi zostać zduplikowana dla każdego stołu w turnieju. Przykładowo, turniej 6-stolikowy, w czasie którego zostanie rozegranych 150 rozdań będzie wymagał w sumie 900 talii kart. Każda talia jest przed rozdaniem plombowana i gotowa do użycia dopiero przez sędziego stolikowego. Zawodnik nie ma wglądu do żadnej talii, ponieważ plomba jest zrywana przez sędziego stolikowego przed każdym rozdaniem.
Obecnie coraz częściej talie kart zastępuje aplikacja elektroniczna, którą zawodnicy otrzymują na smartfony.

### Struktura licytacji
Aby zachować sportowy charakter rozgrywki uczestnicy zaczynają rozdanie z taką samą liczbą punktów turniejowych. Maksymalna liczba punktów, jaką zawodnik może zalicytować w jednym rozdaniu, określana angielskim terminem (cap) to równowartość 100 tak zwanych big blindów. Big blind to liczba żetonów/ punktów turniejowych uiszczana przez zawodnika siedzącego na drugim miejscu poruszając się wbrew wskazówkom zegara od rozdającego. W każdym rozdaniu na tej pozycji gra tylko jeden zawodnik. Gracz nie może zalicytować więcej niż określa to cap w danym turnieju, jak również nie może rozpocząć rozdania z liczbą punktów mniejszą niż cap w grze. Jeśli liczba punktów zawodnika spadnie poniżej 100 big blindów w trakcie sesji, sędzia stolikowy może dostarczyć zawodnikowi dodatkowe punkty rezerwowe.

### Zasady określania wyników
Wynik zawodnika w każdym rozdaniu jest określany w postaci różnicy punktowej – ujemną, jeśli zaangażuje punkty do cap i nie wygra, zero, – jeśli podda swoją rękę, oraz dodatnią, jeśli zaangażuje punkty do cap i wygra. Suma punktów zdobytych w poszczególnych rozdaniach po zsumowaniu jest wynikiem całych zawodów. Przykładowo, wynik sześciu zawodników grających przy różnych stołach na miejscu numer 1 (miejsce po lewej ręce rozdającego) jest porównywany i najlepszy z sześciu zawodników otrzymuje 6 punktów, 5 punktów jest przyznawane za miejsce drugie, 4 punkty za miejsce trzecie, 2 punkty za miejsce piąte i 1 punkt za miejsce szóste.
Zasady te dotyczą też pozostałych miejsc przy stołach. Całkowita suma punktów zdobytych przez wszystkich członków zespołu, decyduje o rankingu drużyny w rozgrywce turniejowej. W przypadku remisu punktowego, o zwycięstwie decyduje suma punktów sześciu zawodników ze wszystkich stołów przeciwko temu samemu zespołowi.

### Procedury bezpieczeństwa
Znajomość kart w grze przy jednym stole w turnieju w pokera sportowego daje wiedzę zawodnikowi o tych samych kartach w grze przy innych stolach w turnieju. Z tego powodu, zabroniona jest jakakolwiek komunikacja między stołami. Jeśli jest miejsce, stoły z tej samej grupy (grające te same rozdania) powinny być usytuowane w oddzielnych boksach. W mniejszych turniejach ze stolami w tej samej sali są podejmowane środki uniemożliwiające przekazywanie informacji pomiędzy stołami.
Zgodnie z zasadami zawodów nie ma możliwości oglądania kart na innych stołach. Jest to osiągane poprzez umiejscowienie ekranów między stołami, tak, aby zawodnik nie mógł dostrzec kart z innego stołu. Ponadto żaden zawodnik nie może komentować szczegółów rozdania w grze. Nawet po zakończeniu rozdania żaden z zawodników nie może opowiadać o zakończonym rozdaniu, o licytacji przez zawodników czy wyniku rozdania. Aby zminimalizować ryzyko wymiany informacji pomiędzy stołami, rozdania powinny być rozgrywane w przypadkowej kolejności przy każdym stole. W sesji 75 rozdań, każdy stół musi rozegrać te same rozdania, ale w innej kolejności. Zawodnik, do którego dotrze fragmentaryczna informacja z sąsiednich stołów nie będzie wiedział, którego rozdania dotyczy.

## Relacja telewizyjna
Turnieje pokera porównawczego zapewniają unikalne i innowacyjne doświadczenia dla widzów. Nigdy wcześniej widzowie nie mieli okazji oglądać dokładnie tych samych rozdań rozgrywanych inaczej przez uczestników i oceny umiejętności każdego rozdania. Użycie ekranów rozdzielających stoły w czasie montażu relacji TV może pokazać słynnych zawodników z innych drużyn.
W analogicznych sytuacjach, wybierając różne rozwiązania akcji. Z wnikliwym, komentatorem oceniającym każde zagranie, turnieje pokera porównawczego mogą być dla widzów bardzo interesującą ofertą programową.